# McAdam
McAdam är en ort i Kanada.   Den ligger i provinsen New Brunswick, i den sydöstra delen av landet, 700 km öster om huvudstaden Ottawa. McAdam ligger 159 meter över havet och antalet invånare är 1 284.
Terrängen runt McAdam är platt. Runt McAdam är det mycket glesbefolkat, med 2 invånare per kvadratkilometer.. 
I omgivningarna runt McAdam växer i huvudsak blandskog.